# Jodkiszki
Jodkiszki (biał. Ёткішкі; ros. Ёткишки) – wieś na Białorusi, w obwodzie grodzieńskim, w rejonie werenowskim, w sielsowiecie Bieniakonie.
Znajduje się tu przystanek kolejowy Jodkiszki, położony na linii Lida – Wilno.
Dawniej folwark i dwór. W dwudziestoleciu międzywojennym leżały w Polsce, w województwie nowogródzkim, w powiecie lidzkim, w gminie Bieniakonie. Powstała tu wówczas osada wojskowa. Część mieszkańców została w 1940 wywieziona przez Sowietów do Kazachstanu. Podczas II wojny światowej w Jodkiszkach istniała polska placówka konspiracyjna.